# Malta na Letnich Igrzyskach Olimpijskich 1988
Maltę na Letnich Igrzyskach Olimpijskich 1988 reprezentowało sześcioro zawodników (pięciu mężczyzn i jedna kobieta). Był to dziewiąty występ reprezentacji Malty na letnich igrzyskach.

## Judo
- Stephen Farrugia – waga półlekka – 20 miejsce

- Jason Trevisan – waga lekka – 33 miejsce

## Łucznictwo
- Joanna Agius – 58 miejsce

## Zapasy
- Paul Farrugia – styl wolny (do 62  kg)

- Jesmond Giordemaina – styl wolny (do 57 kg)

## Żeglarstwo
- Jean-Paul Fleri Soler – Windsurfing (Lechner A-390) – 35 miejsce